# سیتون
سیتون (به انگلیسی: Saighton) یک روستا و محله مدنی در بریتانیا است که در آلدفورد و سیتون واقع شده‌است.